# デイヴィッド・ガーネット
デイヴィッド・ガーネット（David Garnett、1892年3月9日 - 1981年2月17日）は、イギリスの作家。ブルームズベリー・グループのメンバーでもあった。

## 生涯
作家のエドワード・ガーネットとロシア文学翻訳者のコンスタンス・ガーネットの一人息子としてブライトンで生まれる。彼は幼いころにウサギの皮でできた外套を持っていたため、友人からBunnyと呼ばれていた。
王立協会で植物学を専攻していたが、第一次世界大戦では良心的兵役拒否をして戦災者の救済に当たる。戦後大英博物館の近くで友人と本屋を開いた。また、フランシス・メネルと出版社ナンサッチプレスを設立している。
イラストレーターのレイチェル・マーシャルと結婚し、2人の息子をもうけたが、レイチェルは1940年に乳がんのため亡くなった。長男のリチャードは作家になった。
彼は基本的に異性愛であったが、ダンカン・グラントと一時同性愛関係にあったという。1918年12月25日にダンカンとヴァネッサ・ベルの娘、アンジェリカが生まれるとき立ち会っており、次のような文章を書き遺している。「私は彼女と結婚したい。彼女が20のとき私は46だ。―これは恥ずべきことなのだろうか」。24年後の1942年5月8日、デイヴィッドとアンジェリカは結婚した。
2人の間には4人の娘が生まれた。長女のアマリリスは女優になった。次女のヘンリエッタはデイヴィッドの亡妻レイチェルの甥であるリットン・パートリッジと結婚し、デイヴィッドとダンカンの遺産を相続した。三女のネリッサは芸術家となり、四女のフランセスは農業を営んだ。
アンジェリカと離婚した後、デイヴィッドはフランスに移り住みそこで著作を続けながら余生を過ごした。

## 著作物
- Turgenev (1917)
- Dope Darling (1919) 小説、Leda Burke名義
- 狐になった奥様 Lady into Fox (1922) 小説
- 動物園に入った男 A Man in the Zoo (1924)小説
- 水夫の帰郷 The Sailor's Return (1925) 小説
- Go She Must! (1927) 小説
- The Old Dove Cote (1928) stories
- A Voyage to the Island of the Articoles  (1928)アンドレ・モーロワによる著作の翻訳
- Never Be a Bookseller (1929) memoirs
- No Love (1929) 小説
- イナゴの大移動 The Grasshoppers Come (1931)
- A Terrible Day (1932)
- A Rabbit in the Air. Notes from a diary kept while learning to handle an aeroplane (1932)
- ポカホンタス Pocahontas (1933)
- Letters from John Galsworthy 1900-1932 (1934)
- ビーニー・アイ Beany-Eye (1935)
- The Letters of T. E. Lawrence (1938) editor
- The Battle of Britain (1941)
- War in the Air (1941)
- The Campaign in Greece and Crete (1942)
- The Novels of Thomas Love Peacock (1948) editor
- The Golden Echo (1953) 自伝
- The Flowers of the Forest (1955) 自伝
- アスペクツ・オブ・ラブ Aspects of Love (1955)[2]
- A Shot in the Dark (1958)
- A Net for Venus (1959) 小説
- The Familiar Faces  (1962)自伝
- Two by Two (1963)小説
- T.E.ロレンス書簡集 338171 T. E. (Lawrence of Arabia)  (1963)ビクトリア・オカンポ（英語版）の書簡集の翻訳
- Ulterior Motives (1966) 小説
- The White/Garnett Letters (1968) correspondence with T. H. White
- Carrington: Letters & Extracts From Her Diaries (1970)
- First 'Hippy' Revolution (1970)
- A Clean Slate (1971)
- The Sons of the Falcon (1972) 小説
- Purl and Plain (1973) stories
- Plough Over the Bones (1973)小説
- 長靴をはいた猫 The Master Cat (1974)
- Up She Rises (1977)
- 素晴らしき仲間たち 17人の作家の肖像 Great Friends. Portraits of Seventeen Writers (1979)
- David Garnett. C.B.E. A Writer's Library (1983)
- The Secret History of PWE : The Political Warfare Executive, 1939-1945 (2002)

## 日本語訳
- 『動物園に入つた男』（龍口直太郎訳、春陽堂） 1933、のち角川文庫
- 『愛のさまざま』（新潮社） 昭和32
- 「ガーネット傑作集」全5巻 (河出書房新社）[3]
  - 『狐になった人妻 / 動物園に入った男』（池央耿訳、河出書房新社、ガーネット傑作集1） 2004.5
  - 『アスペクツ・オブ・ラブ』（新庄哲夫訳、河出書房新社、ガーネット傑作集2） 2004.6
  - 『水夫の帰郷』（池央耿訳、河出書房新社、ガーネット傑作集3） 2005.10
  - 『ビーニー・アイ』（池央耿訳、河出書房新社、ガーネット傑作集4） 2006.1
  - 『イナゴの大移動』（池央耿、河出書房新社、ガーネット傑作集5） 2006.8
- 『狐になった奥様』（安藤貞夫訳、岩波文庫） 2007
- 『素晴らしき仲間たち - 17人の作家の肖像』 (鳳書房） 2007